# William Forsell Kirby
William Forsell Kirby (14 de janeiro de 1844 - 20 de novembro de 1912) foi um entomologista e folclorista inglês.

## Vida
Ele nasceu em Leicester. Ele era o filho mais velho de Samuel Kirby, que era banqueiro. Ele foi educado em particular e se interessou por borboletas e mariposas em tenra idade. A família mudou-se para Brighton, onde conheceu Henry Cooke, Frederick Merrifield e JN Winter. Ele publicou o Manual de Borboletas Europeias em 1862.
Em 1867 tornou-se curador do Museu da Royal Dublin Society e produziu um Catálogo Sinonímico de Lepidoptera Diurnos (1871; Suplemento 1877).
Em 1879 Kirby juntou-se à equipe do Museu Britânico (História Natural) como assistente, após a morte de Frederick Smith. Ele publicou uma série de catálogos, bem como Rhopalocera Exotica (1887-1897) e um Elementary Text-book of Entomology. Ele também fez um trabalho importante sobre insetos ortopteroides, incluindo um Catálogo de três volumes de todas as espécies conhecidas (1904, 1906, 1910). Aposentou-se em 1909.
Kirby tinha uma ampla gama de interesses, conhecia muitos idiomas e traduziu integralmente o épico nacional da Finlândia, o Kalevala, do finlandês para o inglês. A tradução de Kirby, que reproduz cuidadosamente a métrica Kalevala, foi uma grande influência nos escritos de JRR Tolkien, que a leu pela primeira vez na adolescência. Kirby também forneceu muitas notas de rodapé para a tradução de Sir Richard Burton das Mil e Uma Noites.
Uma breve biografia de Kirby, com referência particular ao seu trabalho sobre phasmids, foi publicada por PE Bragg em 2007.

## Evolução
Kirby foi um defensor da evolução teísta. Em seu livro Evolution and Natural Theology, ele argumentou que a evolução e o teísmo são compatíveis. Ele observou que o criacionismo era cientificamente insustentável e refutou seus argumentos.  Ele via a natureza como uma "vasta máquina auto-ajustável".

## Publicações

### Entomologia

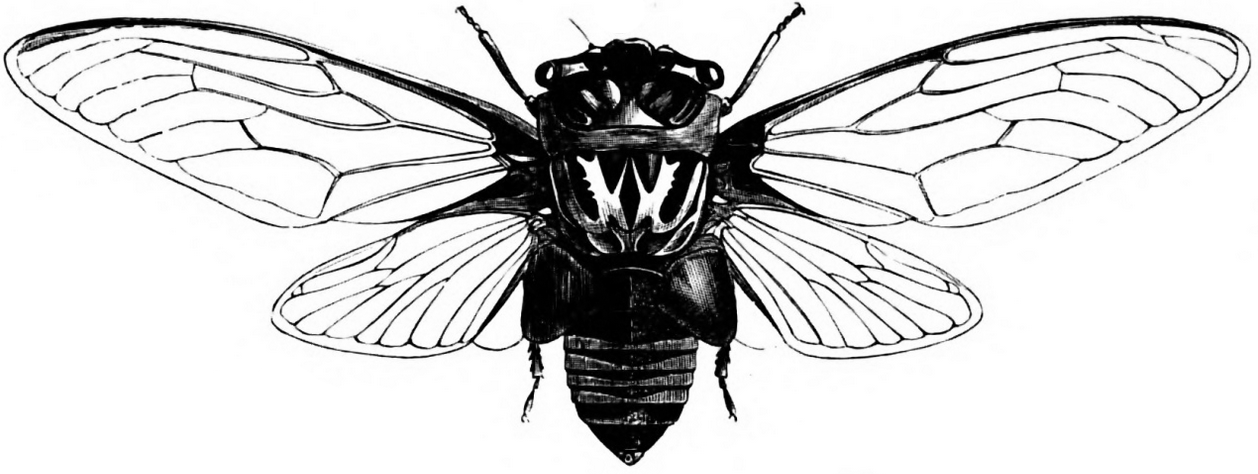
Uma ilustração de Thopha saccata aparecendo no livro-texto elementar de entomologia de Kirby de 1885

- Manual of European Butterflies, on the plan of Stainton's manual of British Butterflies and Moths. [S.l.: s.n.] 1862
- A synonymic catalogue of diurnal Lepidoptera. [S.l.: s.n.] 1871
  - A synonymic catalogue of diurnal Lepidoptera (Supplment). [S.l.: s.n.] 1877
- Catalogue of the collection of diurnal Lepidoptera formed by the late William Chapman Hewitson, of Otlands, Walton-on Thames; and bequeathed by him to the British Museum. [S.l.: s.n.] 1879
- European butterflies and moths ... Based upon Berge's "Schmetterlingsbuch". [S.l.: s.n.] 1882
- Tenthredinidoe and Siricidoe. List of Hymenoptera, with descriptions and figures of the typical specimens in the British Museum. 1. [S.l.: s.n.] 1882
- British Butterflies, Moths & Beetles, 1885
- Elementary text-book of entomology, 1885
- A synonymic catalogue of Lepidoptera Heterocera. (Moths), 1 Sphinges and Bombyces, 1892
- A Hand-book to the Order Lepidoptera
  - Butterflies (Part.1), 1, 1896
  - Butterflies (Part.2), 2, 1896
  - Moths (Part.1), 3, 1897
  - Moths (Part.2), 4, 1897
  - Moths (Part.3), 5, 1897
- Marvels of Ant Life, 1898
- A synonymic catalogue of Neuroptera Odonata, or dragon-flies. With an appendix of fossil species, 1890
- Familiar butterflies and moths, 1901
- The Butterflies and moths of Europe, Cassell & Co. Ltd., London, 1903, p. 432 pp
- A Synonymic Catalogue of Orthoptera, British Museum (Natural History)
  - Orthoptera, Euplexoptera, Cursoria, et Gressoria, 1, 1904
  - Orthoptera Saltatoria (Part.1) - Achetidae et Phasgonuridae, 1906
  - Orthoptera Saltatoria (Part.2) - Locustidae vel Acridiidae, 3, 1910
- «Orthoptera (Acridiide)», The Fauna of British India including Ceylon and Burma, 1914

Trabalhos colaborativos, outros créditos
- Hewitson, William Chapman (1862), Illustrations of diurnal Lepidoptera, 1 (Text)
- Hewitson, William Chapman (1862), Illustrations of diurnal Lepidoptera, 1 (Plates)
- Gross-Smith, Henley (1887), Rhopalocera exotica; being illustrations of new, rare, and unfigured species of butterflies, London: Gurney & Jackson
  - (Papilionidae - Papilioninae), 1
  - (Nymphalidae - Danainae - Ravadeba - Satyridae - Nymphalidae - Elymniinae), 2
  - (Erycinidae - Lemoniidae - Lycaenidae), 3, with index
- Lydekker, Ricard; Kirby, W. F.; Woodward, Bernard Barham; Kirkpatrick, R.; Pocock, R. I.; Sharpe, Richard Bowdler; Garstang, Walter; Bather, Francis Arthur; Bernard, Henry Meyners (1897), Natural History

- Hubner, Jacob; Geyer, Carl (1908), Zuträge zur Sammlung exotischer Schmetterlinge : bestehend in Bekundigung einzelner Fliegmuster neuer oder rarer nichteuropäischer Gattungen, 1 , index and introductions
- Hubner, Jacob (1908), Zuträge zur Sammlung exotischer Schmetterlinge : bestehend in Bekundigung einzelner Fliegmuster neuer oder rarer nichteuropäischer Gattungen, 2 , index and introductions

### Outra biologia
- Evolution and Natural Theology, 1883
- British flowering plants, 1906

### Literatura
- The new Arabian nights. Select tales, not included by Galland or Lane, 1883 , translator and editor

- Burton, Richard F., ed. (1886), «Contributions to the Bibliography of the Thousand and One Nights and Their Imitations», The Nights (appendix), 10
- The Hero of Esthonia, and Other Studies in the Romantic Literature of That Country, 1895 , compiled and translated from Estonian and German
- Kalevala: The Land of Heroes, 1, 1907 , translator
- Kalevala: The Land of Heroes, 2, 1907 , translator